# Georg Friedrich Meier (Philosoph)

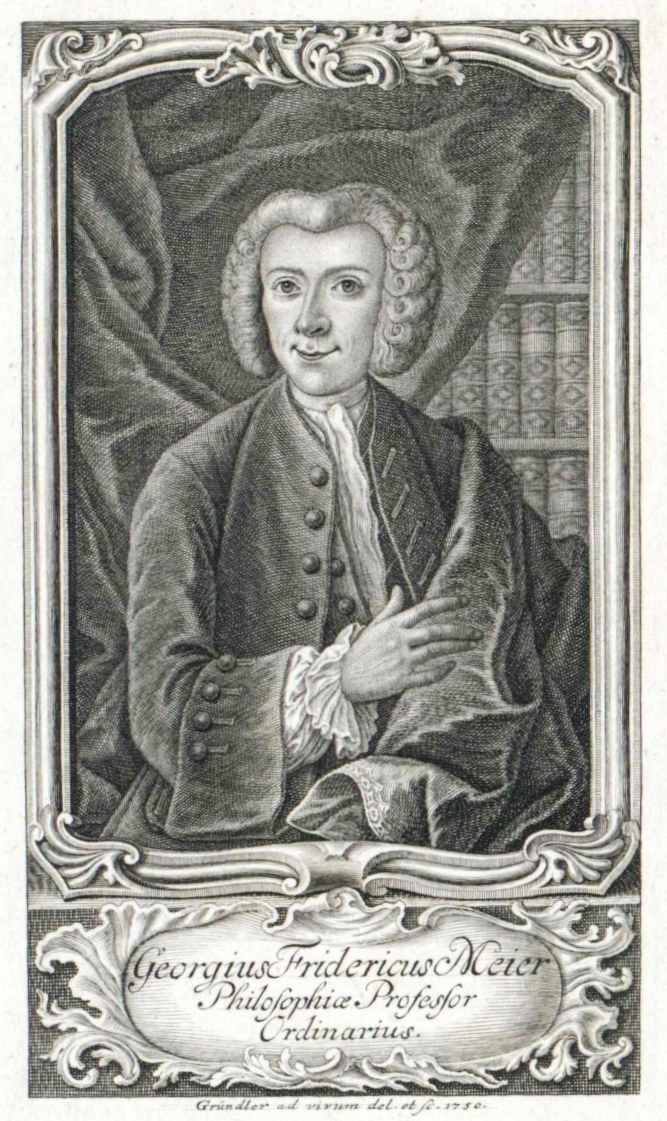
Georg Friedrich Meier, Stich von Gottfried August Gründler (1750)

Georg Friedrich Meier (* 29. März 1718 in Ammendorf; † 21. Juni 1777 in Giebichenstein) war ein deutscher Philosoph.

## Leben und Wirken

### Jugend (1718–1735)
Sein Vater Gebhard Friedrich Christoph Meier war Dorfprediger in Ammendorf und Beesen. Die Mutter Dorothea war eine geborene Kuskopf. Bis 1727 wurde Meier von seinen Eltern in den Fächern Latein, Rechnen und Schreiben unterrichtet. Während seiner gesamten Jugend blieb er jedoch sehr krankheitsanfällig (Epilepsie). Ab 1727 ging Meier auf die Schule des Waisenhauses. Dort übernahm der Hospitalprediger Möller Kost und Logis. Durch eine Krankheit wurde der Aufenthalt unterbrochen. Ab 1729 unternahm Meier an gleicher Stelle einen zweiten Anlauf. 
Meier lernte im Haus von Christoph Semler (Oberdiakon der Ulrichskirche). Semler war zugleich Quartiervater, Erzieher und 1. Förderer von Meier. Neben der geistlichen Ausbildung hat er sich auch Mathematik, Astronomie, Physik und Mechanik gewidmet. Die humanistische Bildung kommt in seiner Jugend zu kurz, daher erwirbt Meier sich sein Wissen in autodidaktischer Weise. Semler ermöglichte ihm außerdem, ab 1732 Vorlesungen an der Friedrichs-Universität zu hören.

### Studienjahre (1735–1739)
Bereits 1730 war Meier an der Universität Halle immatrikuliert. Ab 1735, nach dem Schulabschluss, begann er das eigentliche Studium der Philosophie und Theologie. Dort hörte Meier Vorlesungen der Gebrüder Baumgarten (Alexander Gottlieb Baumgarten: Logik, Metaphysik, Naturrecht und philosophische Moral; Sigmund Jacob Baumgarten: Theologie). Die beiden Baumgartens wurden Meiers größte Gönner und Förderer. Außerdem erfolgte die autodidaktische Aneignung der Werke Christian Wolffs während des Studiums. Meier promovierte im April 1739 als Magister philosophiae.

### Magister (1739–1746)
Meier habilitierte sich im September 1739 mit der Schrift „De nonnullis abstractis mathematicis“. Ende 1740 folgte A. G. Baumgarten dem Ruf an die Universität Frankfurt/Oder. Aus diesem Grund übernahm Meier dessen Lehraufträge in Halle (Saale). Dabei erfuhr er einen großen Zulauf zu seinen Vorlesungen (bis zu 300 Zuhörer). Dies ist umso bemerkenswerter, da Christian Wolff mit seiner Rückberufung nach Halle ab 1740 auch alle Teile der Philosophie, Mathematik, Natur- und Völkerrecht übernahm. Wolff war über Meiers Erfolg offenbar nicht sonderlich erfreut: „daß die Schöndenker in der Philosophie alles verderben werden“.

### Extraordinarius (1746–1748)
Im November, nicht zuletzt durch die Intervention von S. J. Baumgarten, wird Georg Friedrich Meier zum außerordentlichen Professor ernannt. Seine Philosophie hielt sich im Allgemeinen weitgehend im gedanklichen Rahmenwerk der Philosophie von Christian Wolff, bildete dieses Rahmenwerk allerdings an einer Reihe von Punkten durch modernisierende Revisionen und Ergänzungen fort, insbesondere in Fragen der neu entstehenden Ästhetik. Wenig später, 1748, schlug Meier einen Ruf nach Göttingen sowie die Berufung durch den Herzog von Braunschweig aus.

### Ordinarius (1748–1777)
Im Dezember 1748 wurde Meier zum ordentlichen Professor ernannt. Seine umfangreiche Lehrtätigkeit in allen Disziplinen der Philosophie und auch der Ästhetik setzte er bis 1776 fort. Ein Zeichen seines Aufstiegs ist u. a. die schnelle Aufnahme in verschiedene gelehrte Gesellschaften.
- Königlich Deutsche Gesellschaft zu Greifswald (1744)
- „Deutsche Gesellschaft“ in Jena (1748)
- Königliche Akademie der Wissenschaften zu Berlin (1751)
- Deutsche Gesellschaft zu Göttingen (1753)

Als Nachfolger auf Meiers Lehrstuhl der Philosophie an der Universität Halle erging ein Ruf an Immanuel Kant nach Königsberg. Er folgte ihm jedoch nicht, da er an seinem philosophischen Hauptwerk arbeitete, was seiner vollen Aufmerksamkeit bedurfte. Ab 1778 übernahm Johann August Eberhard den verwaisten Lehrstuhl. Er war ein ehemaliger Schüler von Meier und späterer Kantkritiker.

### Familie
Georg Friedrich Meier heiratete am 3. Juni 1750 die Pastorentochter Johanna Concordia Hermann. Im Winter 1776 ereilte ihn eine schwere Erkrankung. Meier starb am 21. Juni 1777.

## Werk und Wirkung
Heute dürfte Meiers bekanntestes Werk seine Anfangsgründe aller schönen Künste und Wissenschaften sein, das 1748–1750 in Halle erschien (3 Bde.). Dieses Werk präsentiert in deutscher Sprache wesentliche Gedanken von Alexander Gottlieb Baumgartens etwas später auf Lateinisch erschienener Aesthetica (2 Bde., Frankfurt/Oder 1750 und 1758). Meier war mit Baumgartens Vorstellungen von der Ästhetik als einer neuen Wissenschaft der sinnlichen Erkenntnis durch Baumgartens Dissertation (Meditationes Philosophicae de Nonnullis ad Poema Pertinentibus, Halle 1735), seine Vorlesungen und persönliche Mitteilungen bekannt. Meiers Werk, das die Vorgängerschaft Baumgartens ausdrücklich anerkennt, trug – unter anderem weil es deutsch und nicht lateinisch abgefasst war – zur Popularisierung und Verbreitung von Baumgartens Ideen entscheidend bei. Es hatte daher auch Anteil an der Entstehung einer Ästhetik-Mode und am Geniekult des 18. Jahrhunderts, vor allem indem es Baumgartens Vorstellung eines neuen, ästhetischen Menschentyps, des felix aestheticus, polemisch heraushob gegen den als „finster“ und „schulfüchsig“ dargestellten Typ des „logicus“.
Von Bedeutung für die Geschichte der Hermeneutik war Meiers Versuch einer allgemeinen Auslegungskunst (Halle 1757, wieder aufgelegt vom Meiner Verlag, Hamburg 1996).
Weitere wichtige Werke Meiers, die sich von dem Vorbild Christian Wolff vor allem durch stärkere Aufmerksamkeit auf psychologische Sachverhalte, die Grenzen menschlicher Erkenntnis und Skepsis gegenüber der Möglichkeit rein rationaler Gottesbeweise unterscheiden, sind: Gedanken über die Religion (Halle 1749), Vernunftlehre (Halle 1752 – „welche Kant seinen Vorlesungen zu Grunde legte“), Beweis der vorherbestimmten Uebereinstimmung (Halle, 1752), Philosophische Sittenlehre (5 Bde. Halle 1753–1761), Metaphysik (4 Bde. Halle 1755–1759), Betrachtungen über die Schranken der menschlichen Erkenntnis (Halle 1775), Beyträge zu der Lehre von den Vorurtheilen des menschlichen Geschlechts / Contributi alla dottrina dei pregiudizi del genere umano. Hrsg. Heinrich P. Delfosse, Norbert Hinske und Paola Rumore. Frommann-Holzboog, Stuttgart-Bad Cannstatt 2006.

## Bekannte Schüler
- Karl Abraham von Zedlitz
- Karl Theophil Guichard
- Johann August Nösselt
- Johann Salomo Semler
- Thomas Abbt
- Johann August Eberhard
- Christian Gottfried Schütz